# Brisgovia
Brisgovia (en alemán: Breisgau, pronunciación: /ˈbʁaɪ̯sɡaʊ̯/ⓘ) es una región de Baden-Wurtemberg al sudoeste de Alemania, ubicada entre el río Rin y algunos de los valles de la Selva Negra.
El distrito de Brisgovia-Alta Selva Negra, que es parte fundamental de Brisgovia, fue denominado anteriormente de esta manera. Partes de Brisgovia se sitúan también en los distritos políticos de Friburgo de Brisgovia y de Emmendingen.

## Historia

Escudo de la Casa de Zähringen.

Durante la temprana Edad Media, Brisgovia era uno de los distritos alemánicos a orillas del Alto Rin y se extendía desde el Fricktal hasta el río Bleiche junto a Kenzingen. Allí limitaba con el condado alemánico de Ortenau. El nombre de Brisgovia se deriva de Breisachgau, el distrito alrededor de la ciudad de Breisach en la orilla este del Rin. 
Los primeros habitantes fueron históricamente atestiguados celtas. En el Imperio Romano, la zona era parte de la provincia de Germania Superior. Pero después de la ruptura del Limes Germanicus en 260, la región fue colonizada por los alamanes. Se mantuvo una parte de la Alemannia en la Edad Media y era una zona de amortiguación entre las tierras centrales alemánicas y Alsacia, que fue menos fuertemente colonizada por los alamanes. 
A mediados del siglo IX fue una Marca que custodiaba la frontera con el sur de Lotaringia y Alsacia. En el 859, le fue otorgada a Carlos III el Gordo, el hijo de Alemán rey Luis I, un signo de su importancia. La casa de Zähringer se adueñó del poder durante el siglo XII en el suroeste actual de Alemania y en la actual Suiza, si bien no logró formar un ducado con un territorio coherente. La base financiera para ello provenía de la explotación de las minas de plata en la Selva Negra. Los Zähringer llevaron a cabo una política activa de colonización y fundaron numerosas ciudades, pueblos y conventos en lugares seleccionados según criterios políticos y económicos. Su esfera de dominio se caracterizaba por un derecho uniforme, una administración centralizada y la mayor libertad posible para los ciudadanos de las urbes. Los condes de Friburgo eran descendientes de los condes de Urach y en 1218 habían tomado posesión de los territorios de los Zähringer.
Para deshacerse finalmente del dominio del conde Egino III de Friburgo, los friburgueses compraron su libertad en 1368 con plata por valor de 20.000 marcos y se sometieron con todas sus posesiones en Brisgovia a los Habsburgos, perteneciendo de esta manera a la llamada Austria Anterior hasta el inicio del siglo XIX.
El archiduque Alberto VI fundó aquí en 1457 la segunda universidad habsburga después de Viena (1365), por lo que es la universidad más antigua de Alemania.
Mediante el Tratado de Lunéville Brisgovia, junto con el resto de la Austria Anterior, fue cedida a Hércules III de Este duque de Módena, como compensación por la pérdida de sus tierras hereditarias que los franceses pasaron a la República Cisalpina. 
Después de casi 500 años de pertenencia a Austria, Brisgovia y la ciudad de Friburgo de Brisgovia pasaron en 1805, por el Tratado de Presburgo, a formar parte del Gran Ducado de Baden en contra de la voluntad de la mayoría de la población. Anexión ratificada en el Congreso de Viena.

## Ubicación
La región se encuentra situada entre el río Rin y la Selva Negra, en su centro se halla Friburgo. Es una las regiones de clima más caliente de Alemania, e incluso se menciona que es de clima mediterráneo. La temperatura media anual es de 11 °C, y suele llover una media anual de cerca de 900 mm/m².

## Economía

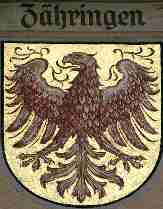
Escudo del señorío de Zähringen.

En Brisgovia se cultivan sobre todo cereales, maíz, así como espárragos, fresas En la llanura del Rin, antiguamente también tabaco, vino, mereciendo especial mención la zona vinícola del Kaiserstuhl.
El Instituto de ecología tiene aquí su sede, el Consejo Internacional para iniciativas medioambientales tiene aquí su secretariado europeo y además Friburgo cuenta con el Instituto Fraunhofer para sistemas de energía solar y es sede de ISES (International Solar Energy Society). La ciudad cuenta con una red para ciclistas de unos 400 km de longitud, lo que demuestra el predominio de este medio de transporte en Friburgo.

## Lugares de interés

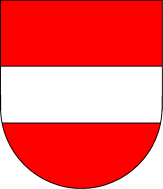
Escudo de la antigua Austria Anterior.

Localidades: Bad Krozingen, Breisach, Ebringen, Elzach, Emmendingen, Friburgo de Brisgovia y Glottertal.
Sierras: Schönberg, Schwarzwald (Selva Negra), Tuniberg y Kaiserstuhl
Montañas: Schauinsland y Kandel
Ríos: Bleichbach, Brettenbach, Dreisam, Elz, Glotter, Möhlin y Neumagen

## Gastronomía
La gastronomía de la región contiene algunos detalles de la cocina tradicional alemana y tiene como característica la abundancia de carne de caza (mayor y menor). Es típico poder tomar un Flammkuchen (similar a una pizza con jamón y queso) acompañado de un vino de Riesling. Las comidas de esta zona son más ligeras que las del resto de Alemania debido a la bondad del clima (casi mediterráneo). Son de destacar los abundantes postres y dulces de la región, así como las abundantes frutas procedentes de la Selva Negra. 
En esta zona se suele tomar vino como acompañamiento de las comidas. También se consume la cerveza, pero no tanto como en otras partes de Alemania. 